# Орлівка (Бахчисарайський район)
Орлі́вка (до 1945 — Мамаша́й; крим. Mamaşay) — село в Україні, у Качинській селищній громаді Бахчисарайського району Автономної Республіки Крим. Населення становить 937 осіб. Площа села — 73 гектари, населення 938 осіб за даними селищної ради на 2009 рік. У селі діє мечеть «Мамашай джамісі», пам'ятник архітектури з 1992 року.

## Географія
Село Орлівка розташоване за 2 км від узбережжя Чорного моря, на правому березі річки Качи, висота центру села над рівнем моря 9 м. Східною околицею села пролягає автошлях територіального значення Т 0117 Північна — Саки, відстань до Севастополя близько 13 км (Бартеньєвка, Північна сторона). Сусідні населені пункти — за автошляхом на північному сході Полюшко і за 200 м на захід, ближче до моря — Осипенко.

## Історія
Поблизу Орлівки виявлено залишки пізньоскіфського городища та могильник перших століть нашої ери.
Вперше згадується у Камеральному описі Криму 1784 року, як село бакчі-сарайскаго каймакамства Качи Беш Пареси кадилику (судового округу) Мамашай. Після анексії Криму Російською імперією 8 лютого 1784 року, село була приєднано до Сімферопольського повіту Таврійської області. Після Павловських реформ, з 1796 по 1802 роки, перебувало в Акмечетському повіті Новоросійської губернії. За новим адміністративним поділом, після створення 8 (20) жовтня 1802 Таврійської губернии, Мамашай був приєднаний до складу Актачинської волості Сімферопольського повіту.
За Відомостями про всі селища у Сімферопольському повіті … від 9 жовтня 1805 року, в селі Мамашай налічувалось 31 домогосподарство та 156 жителів, виключно кримські татари. На військово-топографічній карті генерал-майора Мухіна 1817 року в селі налічувалось 19 подвір'їв. В ході реформи волосного поділу 1829 року Мамашай, згідно «Відомостей про казенні волості Таврійської губернії 1829 р.», віднесли до Дуванкойської волості (перетвореної з Чоргунської). На карті 1842 року в Мамашай налічувалось 30 домогосподарств.
Станом на 1886 рік в селі Мамашай Дуванкойської волості Сімферопольського повіту Таврійської губернії мешкало 369 осіб, налічувалось 59 домогосподарства, існували мечеть та лавка.
Після встановлення в Криму радянської влади, за постановою Кримревкома від 8 січня 1921 року, була скасована волосна система і село ввійшло до складу Бахчисарайського району Сімферопольського повіту, а в 1922 році повіти отримали назву округів. 11 жовтня 1923 року, відповідно з постановою ВЦВК, в адміністративний поділ Кримської АРСР були внесені зміни, в результаті яких були скасовані округи і основною адміністративною одиницею став Бахчисарайський район і село включили до його складу. Відповідно Списку населених пунктів Кримської АРСР за Всесоюзним переписом від 17 грудня 1926, Мамашай був центром Мамашайского сільської ради Бахчисарайського району.
У 1925—1927 роках на височині, на південь від села, була споруджена 10-та батарея берегової оборони.
2 листопада 1941 року, о 15:30, батарея відкрила вогонь по колоні противника — почалася оборона Севастополя. В ході першого штурму міста лінія фронту фактично пролягала через Мамашай. 22 грудня 1941 року Військова рада Приморської армії відвела війська, у тому числі і 10-ї батареї за Бельбек, а 23 фашисти зайняли село.
14 квітня 1944 року, ввечері, танковий батальйон майора Булгакова увірвався в Мамашай, звідки вранці 15 квітня рушив на Північну сторону. А вже 18 травня, згідно з Постановою ДКО № 5859 від 11 травня 1944, вцілілі кримські татари з Мамашая були депортовані в Середню Азію. 12 серпня 1944 року ухвалена постанова № ГОКО-6372с «Про переселення колгоспників у райони Криму», за яким у Бахчисарайський район з Орловської і Брянської областей РРФСР оселись 6000 сімей колгоспників. Указом Президії Верховної Ради РРФСР від 21 серпня 1945 року Мамашай був перейменований в Орлівку, Мамашайську сільську раду — в Орлівську. 15 лютого 1965 року село передане до складу Севастопольської міської ради.
7 вересня 2023 року село перейшло зі складу міста зі спеціальним статусом Севастополь до Бахчисарайського району Автономної Республіки Крим.
У 2023 році у проєкті Постанови Верховної Ради України «Про перейменування деяких населених пунктів Автономної Республіки Крим» село запропоновано перейменувати на Мамашай.

## Відома особа
У поселенні народився:
- Решидов Абдраїм Ізмаїлович (1912—1984) — національний герой кримськотатарського народу.